# باسكله وسط (مقاطعة غيلانغرب)
باسكله‌وسط (بالفارسية: باسکله‌وسط) هي قرية تقع في كرمانشاه في إيران. يقدر عدد سكانها بـ 166 نسمة بحسب إحصاء 2016.